# Свети мученик Вар
Свети мученик Вар (грч. Ουαρος) је ранокршћански мученик и светитељ из 4. века.
Вар је у младости био официр у римској војсци у Египту. Тајно се крстио и примио хришћанство. Након што је јавно признао своју веру, претрпео је мучеништво и умро од последица око 307. године.
Његово тело, избачено на ђубриште, узела је побожна удовица Клеопатра и сахранила га у својој кући. На крају прогона хришћана, 312. године, она је превезла његове мошти у Палестину и сместила их у пећину у селу Едра близу Тавора, где је подигла храм у њему у част.
Православна црква прославља светог Вара 19. октобра по јулијанском календару.